# نوك أباد
نوك أباد (بالفارسية: نوک‌آباد) هي مدينة تقع في إيران في سيستان وبلوتشستان. يقدر عدد سكانها بـ 2,821 نسمة .